# District de Gautam Buddha Nagar
Le district de Gautam Buddha Nagar (en hindi : गौतम बुद्ध नगर ज़िला,en ourdou : گوتم بدھ نگر ضلع) est une division administrative de la division de Meerut dans l'État de l'Uttar Pradesh, en Inde.

## Géographie
Le centre administratif du district est Greater Noida.
La superficie du district est de 1 282 km2 et la population était en 2011 de 1 648 115 habitants.
Le taux d'alphabétisation est de 89,78 %.